# Ansel T. Walling

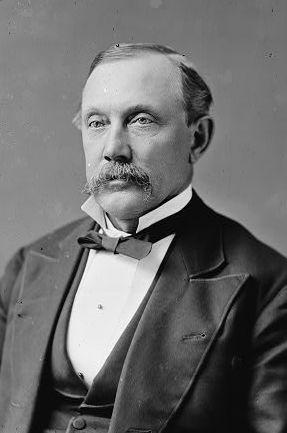
Ansel T. Walling

Ansel Tracy Walling (* 10. Januar 1824 im Otsego County, New York; † 22. Juni 1896 in Circleville, Ohio) war ein US-amerikanischer Politiker. Zwischen 1875 und 1877 vertrat er den Bundesstaat Ohio im US-Repräsentantenhaus.

## Werdegang
Noch in seiner Jugend zog Ansel Walling in das Erie County in Pennsylvania, wo er die öffentlichen Schulen besuchte. Nach einem Medizinstudium war er für kurze Zeit als Arzt tätig. Danach absolvierte er eine Lehre im Druckerhandwerk. Im Jahr 1843 kam er nach Ohio, wo er in der Zeitungsbranche arbeitete. In den Jahren 1851 und 1852 war er bei der Staatslegislative angestellt. Nach einem Jurastudium und seiner 1852 erfolgten Zulassung als Rechtsanwalt begann er in Keokuk (Iowa) in diesem Beruf zu arbeiten. Von 1855 bis 1858 gab er dort die Zeitung Daily Times heraus. Politisch schloss er sich der Demokratischen Partei an. Im Juni 1856 nahm er als Delegierter an der Democratic National Convention in Cincinnati teil, auf der James Buchanan als Präsidentschaftskandidat nominiert wurde. Im Jahr 1861 zog er nach Circleville, wo er als Anwalt praktizierte und seine politische Laufbahn fortsetzte. 1865 saß er im Senat von Ohio; im Jahr 1867 gehörte er dem Repräsentantenhaus des Staates an, dessen Präsident er war.
Bei den Kongresswahlen des Jahres 1874 wurde Walling im zwölften Wahlbezirk von Ohio in das US-Repräsentantenhaus in Washington, D.C. gewählt, wo er am 4. März 1875 die Nachfolge von William E. Finck antrat. Da er im Jahr 1876 von seiner Partei nicht mehr zur Wiederwahl nominiert wurde, konnte er bis zum 3. März 1877 nur eine Legislaturperiode im Kongress absolvieren. Nach seiner Zeit im US-Repräsentantenhaus war Ansel Walling wieder als Jurist tätig. Er starb am 22. Juni 1896 in Circleville, wo er auch beigesetzt wurde.